# 岐阜県立下呂看護専門学校
岐阜県立下呂看護専門学校（ぎふけんりつげろかんごせんもんがっこう）とは、岐阜県下呂市にある、岐阜県が運営する公営の専修学校である。

## 構成学科
看護学科（全日制：3年課程）
- 卒業により下記の受験資格と称号が得られる。
  - 看護師国家試験の受験資格
  - 保健師・助産師学校の受験資格
  - 専門士（看護専門課程）の称号
  - 看護系大学への編入学試験の受験資格

## 所在地
- 岐阜県下呂市幸田1128-1

## 略歴
- 1984年（昭和59年）：開校。

## アクセス
- JR高山本線 下呂駅下車、徒歩で約7分。